# Cryphia rufitricta
Cryphia rufitricta là một loài bướm đêm trong họ Noctuidae.